# Giuseppe Giacomelli
Giuseppe Giacomelli (Udine, 13 giugno 1836 – Roma, 5 febbraio 1911) è stato un politico italiano.

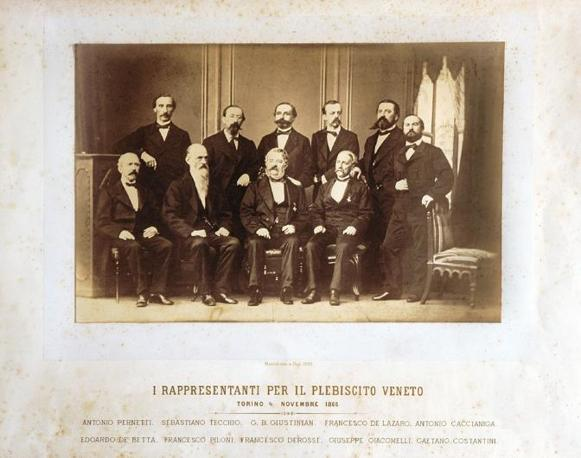
I rappresentanti per il plebiscito del Veneto del 1866

Primo sindaco di Udine dopo l'annessione all'Italia tra il 1866 ed il 1867. Fu deputato per 6 legislature tra il 1866 ed il 1895. Fu coinvolto nello scandalo della Banca Romana.